# Jimmy Jacobs
Chris Scobille (17 février 1984), plus connu sous son nom de ring Jimmy Jacobs, est un catcheur américain.

## Carrière

### Débuts
Scoville entre dans l'industrie du catch en juillet 1998 comme assistant général à la Pro Wrestling Worldwide (PWW), une promotion basé à Grand Rapids, Michigan où son frère, Nick Scoville travaille. Pendant 9 mois, Scoville est commenteur et  webmaster. Après la faillite de cette fédération, Scoville part travailler à la Lakeshore Wrestling Organization (LsWO), et devient arbitre le 6 mars 1999. Il s'entraîne au catch avec  Joe « El Tejano » Ortega, un étudiant de Jose Lothario. Il fait alors ses débuts le 1er mai 1999 à l'âge de 15 ans sous le nom de Jimmy Jacobs, et perd face à Michael Stryker. Scoville part ensuite s'entraîner dans différentes fédérations de catch. En mai 2005, le catch devient son métier.

### Fédération indépendantes (2002–2005)
Entre 2002 et 2005, Jacobs travaille pour la IWA Mid South. Entre 2003 et 2004, Jacobs catche aussi dans d'autres fédération comme la Combat Zone Wrestling, où il est managé par sa petite amie Becky Bayless, la Wrestling Society X en 2006 et l'Action Zone Wrestling en 2007.

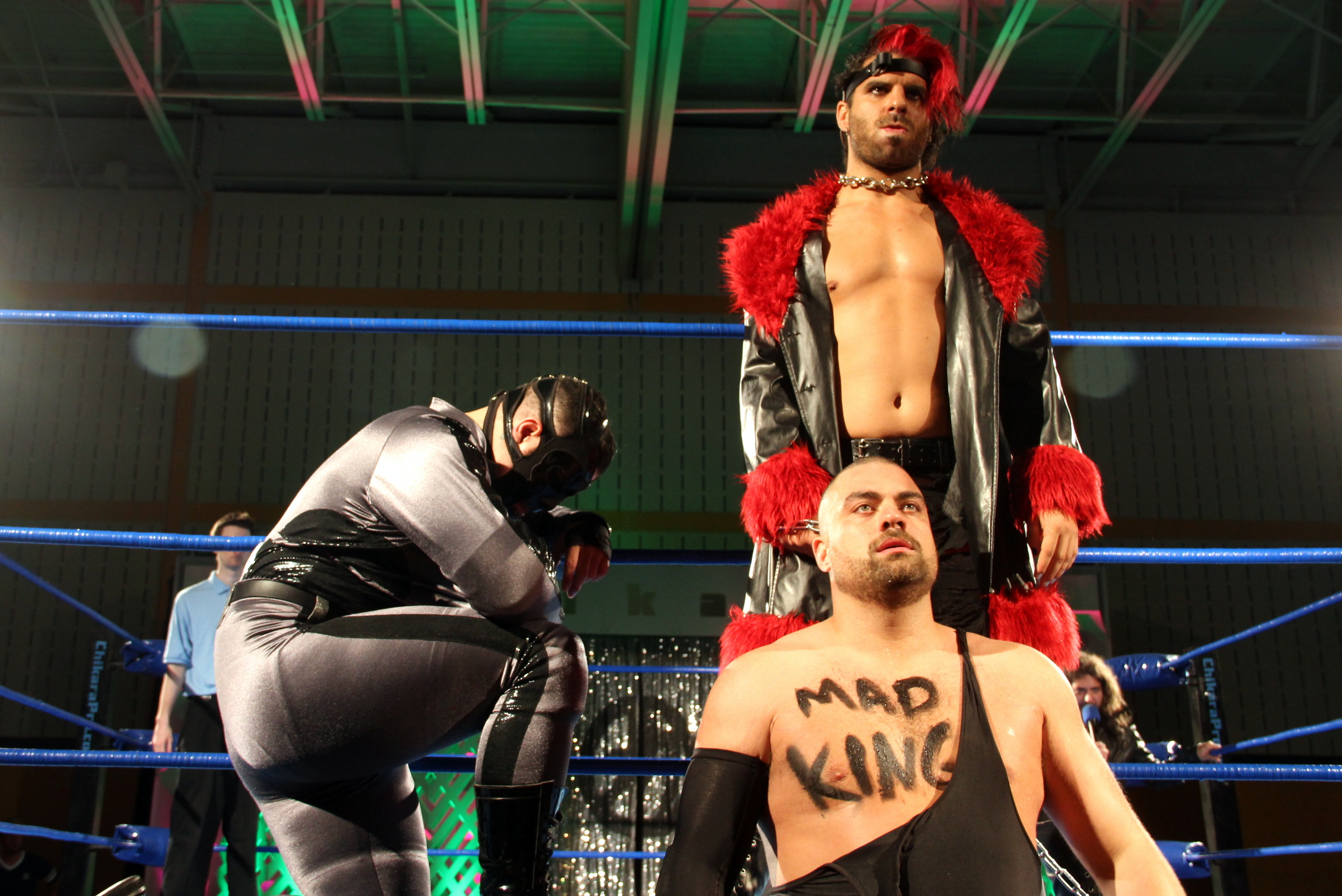
Jacobs (à droite) avec Volgar (à gauche) et Eddie Kingston (bottom) en bas en tant que membre de The Flood à la Chikara en Septembre 2014

### Dragon Gate USA
Lors de Freedom Fight, il bat Arik Cannon.

### Juggalo Championship Wrestling
Lors de Ponydown Show, il bat Sonjay Dutt. Lors de Road To BloodyMania Nuit 1, il bat Butler Geeves.

### Ring of Honor (2003–2015)
Jacobs rejoint la Ring of Honor en 2003 pour faire face à son rival Alex Shelley. Lors de Death before Dishonor, il affronte El Generico dans un match qui se finit en match nul. Lors de Glory by Honor X, il affronte Tomasso Ciampa dans un match qui se finit en match nul. Lors de Unity, Kevin Steen et lui perdent contre B.J. Whitmer et El Generico dans un No Disqualification Match.

#### S.C.U.M (2012-2013)
Il rejoint ensuite les S.C.U.M.. Lors de Death Before Dishonor X, Steve Corino et lui battent Rhett Titus et Charlie Haas et remportent les ROH World Tag Team Championship. Lors de Glory By Honor XI, Steve Corino et lui battent Jay et Mark Briscoe et conservent leurs titres mais les perdent lors de Final Battle (2012). Lors de ROH Pursuit - Tag 1, il perd contre Adam Cole et ne remporte pas le ROH World Championship.

#### The Decade (2013-2015)

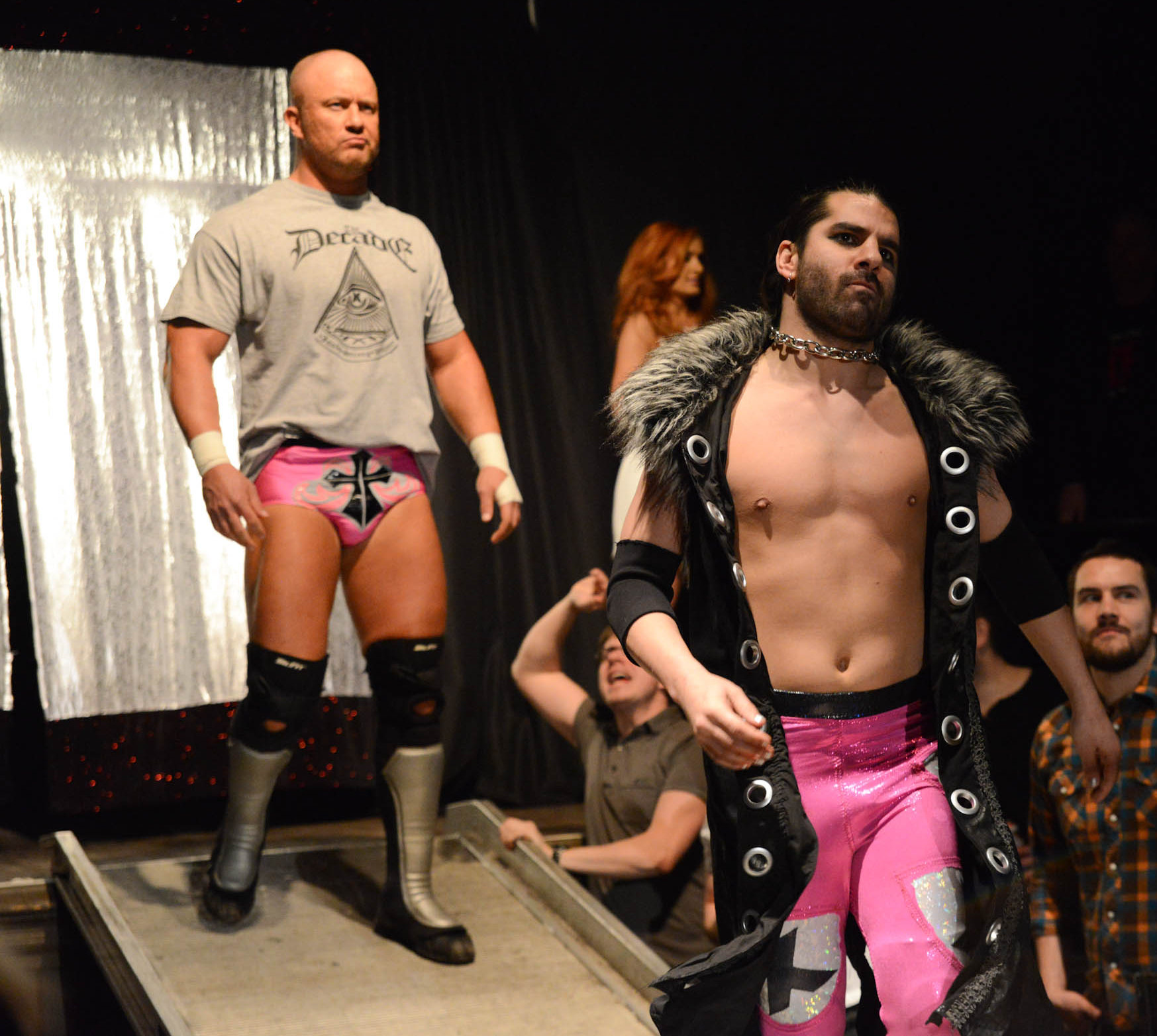
Jimmy Jacobs avec B.J. Whitmer, représentant The Decade, en 2014.

Lors de Final Battle, avec B.J. Whitmer et Roderick Strong, ils attaquent Edwards car ils en ont assez de voir des catcheurs partir sous les honneurs[Quoi ?] et forment un clan : The Decade. The Decade battent Mark Briscoe, Cedric Alexander et Adam Page lors du 12th Anniversary Show. The Decade recrute ensuite Adam Page dans leur clan. Lors de Supercard of Honor VIII, The Decade battent Adrenaline RUSH et Andrew Everett. Le 10 mai, à Global Wars (2014), ils perdent contre les ReDRagon et les Briscoe Brothers, match remporté par ces derniers. Le 7 décembre, lors de Final Battle (2014), il perd dans un Four Corners Survival match contre Mark Briscoe, Caprice Coleman et Hanson, match remporté par ce dernier. Le  1er mars, lors du 13th Anniversary Show, il bat avec Adam Page en match d'ouverture du pay-per-view Reno Scum.

### World Wrestling Entertainment (2015-2017)
En mars 2015, il rejoint l'équipe créative de la WWE en tant qu'écrivain.
Il est viré le 11 octobre 2017 après avoir publié une photo de lui avec le Bullet Club.

### Retour sur le circuit indépendant (2017-...)
Le 8 septembre lors de AAW Seize the Day 2018, il bat Jake Crist au cours d'un Street Fight.

### Impact Wrestling (2017-2023)
Il apparaît pour la première fois à Impact le 9 novembre 2017 en allant s'installer à la table des commentateurs. 
Il rejoint la fédération en tant que producteur.
Il manage Kongo Kong en 2018 et 2019,,.

### ALL IN (2018)
Le 1er septembre 2018, lors du show indépendant ALL IN, il perd une bataille royale déterminant le premier aspirant au ROH World Championship au profit de Flip Gordon.

### All Elite Wrestling (2023-...)
Le 14 juin 2023, il signe à la All Elite Wrestling en tant que producteur.

## Palmarès
- All American Wrestling
  - 2 fois AAW Heritage Champion

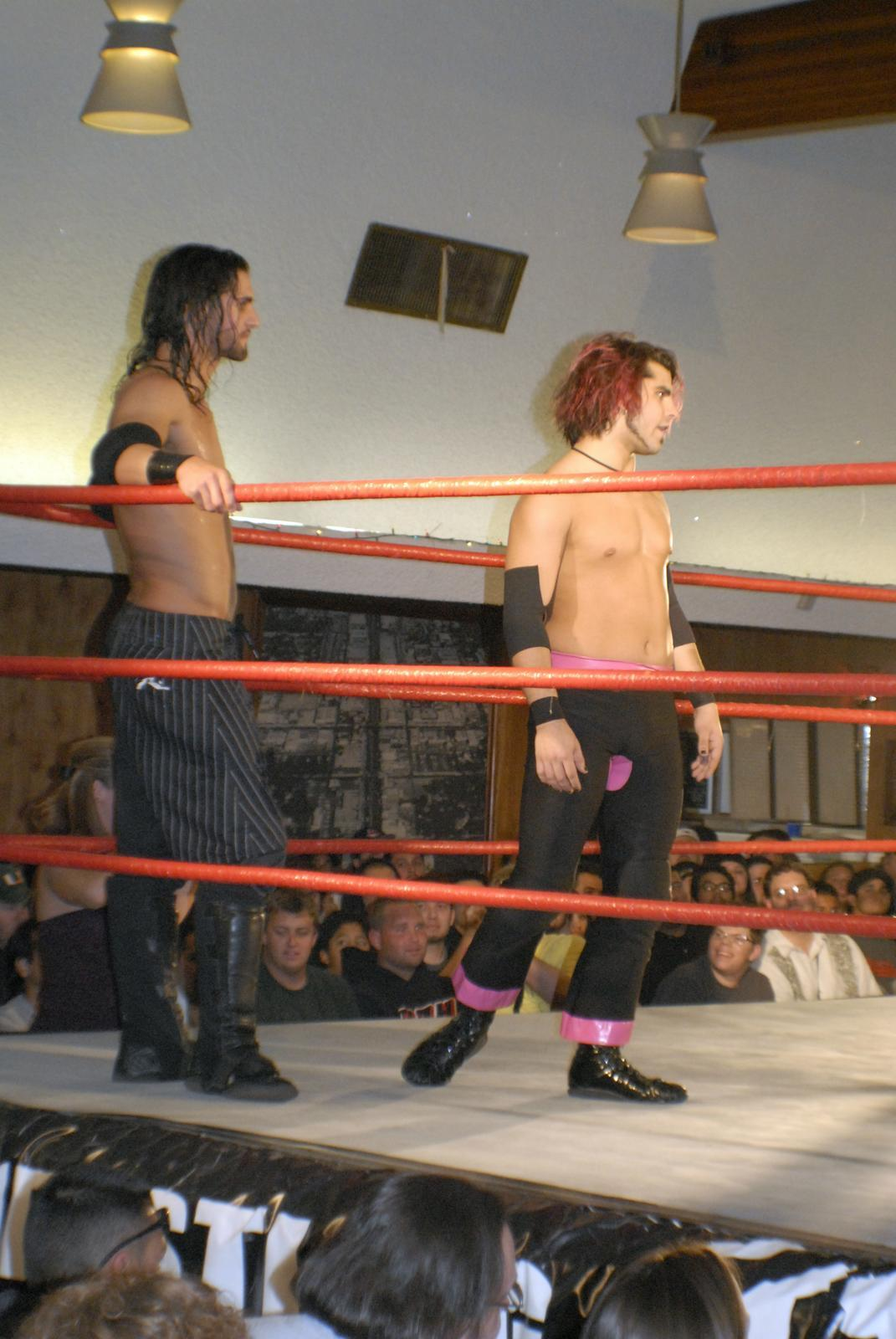
Jacobs et Tyler Black.

  - 2 fois AAW Tag Team Championavec Tyler Black (1) et Arik Cannon (1)

- Anarchy Championship Wrestling
  - 1 fois ACW Heavyweight Champion

- Border City Wrestling
  - 1 fois BCW Can-Am Tag Team Championavec Phil Atlas

- Championship Wrestling of Michigan
  - 1 fois CWM Tag Team Champion avec Jimmy Shalwin

- Great Canadian Wrestling
  - 1 fois GCW Ontario Independent Champion
  - GCW Ontario Independent Championship Tournament (2006)

- Great Lakes All-Pro Wrestling
  - 1 fois GLAPW Cruiserweight Champion

- Great Lakes Wrestling
  - 1 fois GLW Cruiserweight Champion

- Independent Wrestling Association Mid-South
  - 1 fois IWA Mid-South Heavyweight Champion
  - 1 fois IWA Mid-South Light Heavyweight Champion

- Independent Wrestling Federation of Michigan
  - 1 fois IWF Michigan Cruiserweight Champion

- Independent Wrestling Revolution
  - 1 fois IWR King of Indies Champion
  - 1 fois IWR Tag Team Champion avec Amazing N8

- Lakeshore Wrestling Organization
  - 2 fois LSWO Tag Team Champion avec Jimmy Shalwin (1) et Gavin Starr (1)

- Midwest Pro Wrestling
  - 1 fois MPW Universal Champion

- Mr. Chainsaw Productions Wrestling
  - 1 fois MCPW World Champion

- National Wrestling Alliance
  - 1 fois NWA Indiana Heavyweight Champion
  - 1 fois NWA Iowa Heavyweight Champion

- Powerhouse Championship Wrestling
  - 1 fois PCW Cruiserweight Champion

- Price of Glory Wrestling
  - 1 fois POG Grand Champion
  - 1 fois Ultimate Ultimate Champion

- Pro Wrestling Federation
- 1 fois PWF Tag Team Champion avec The Blitzkrieg Kid

- Pro Wrestling Guerrilla
  - 1 fois PWG World Tag Team Champion avec Tyler Black

- Ring of Honor
  - 5 fois ROH World Tag Team Championship  avec BJ Whitmer (2), Tyler Black (2) et Steve Corino (1)

- Superior Championship Wrestling
  - 1 fois Bella Strap Champion

- Thunder Zone Wrestling
  - 1 fois TZW Cruiserweight Champion

- Westside Xtreme wrestling
  - 2 fois wXw World Heavyweight Champion

- Xtreme Intense Championship Wrestling
  - 4 fois XICW Light Heavyweight Champion
  - 1 fois XICW Tag Team Champion avec Gavin Starr